# Alonso Cedillo López
Alonso Cedillo López   (Madrid, 1484 - Toledo, 4 d'abril de 1565) va ser un prevere, professor i catedràtic castellà.
Va néixer el 1484 a Madrid. Era fill de Rodrigo Cedillo, natural probablement de Cedillo del Condado, i d'Esperanza López. Va ser deixeble d'Antonio de Nebrija, segurament a la Universitat de Salamanca. Després es va traslladar a Toledo, on està documentat el 1520, i el 1531 consta com a catedràtic de l'Estudi de Gramàtica i del Col·legi de Santa Caterina, que posteriorment va ser seu de la Reial Universitat de Toledo, on va dur a terme una important tasca com a professor de gramàtica i matemàtiques.
Al llarg dels anys va tenir nombrosos alumnes, entre d'altres destaca l'escriptor Alejo de Venegas, amb qui va travar amistat i de qui va aprovar diverses obres i tractats entre 1531 i 1539. També va ser racioner de la catedral de Toledo, i va fer obres de caritat envers els pobres.
És destacable que va reunir una important biblioteca, un total de 225 volums, molts referents a gramàtica i retòrica, i on figuraven de manera destacada obres d'Erasme de Rotterdam.
Va morir el 4 d'abril de 1565, i hom que quan es va obrir la seva tomba, situada al cor del Santíssim de la catedral, al cap de dinou anys per enterrar-hi un canonge, el seu cos restava incorrupte i feia bona olor.